# Berberis hartwegii
Berberis hartwegii är en berberisväxtart som beskrevs av George Bentham. Berberis hartwegii ingår i släktet berberisar, och familjen berberisväxter. Inga underarter finns listade i Catalogue of Life.